# Makveža

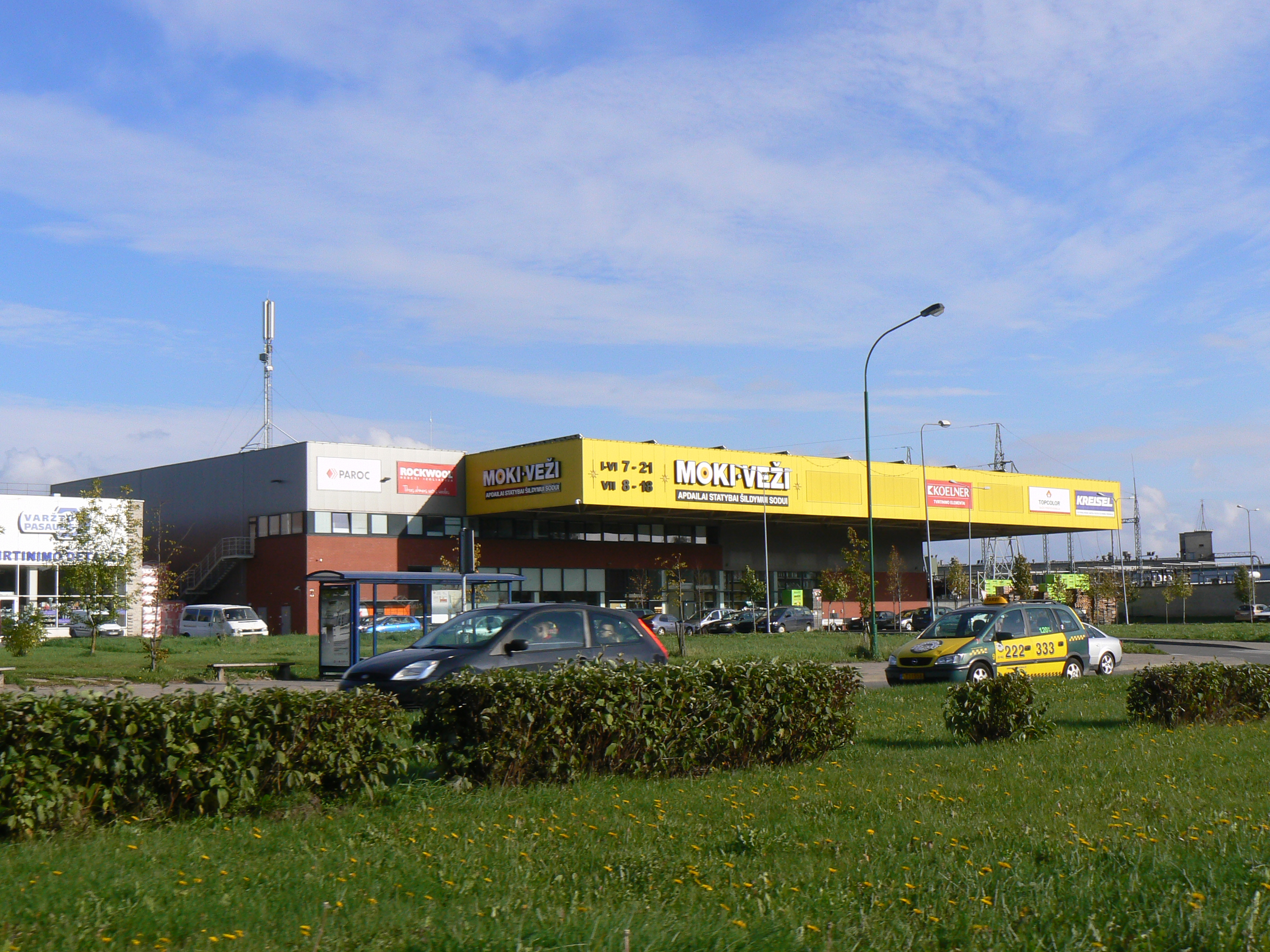
Baumarkt in Klaipėda

UAB Makveža ist der Betreiber der litauischen Baumarkt-Kette Moki-veži. Die litauischen Konkurrenten von „Moki-veži“ sind „Senukai“ in Kaunas, „Statybinių medžiagų mažmena“ (ehemaliges Unternehmen UAB „Bauhof LT“) in Vilnius, SKV.

## Geschichte
Das Unternehmen begann seine Tätigkeit im Frühling 2000 mit der Gründung einer Filiale in Vilnius. Im ersten Geschäftsjahr erreichte man einen Umsatz von 2 Millionen
Litas (579.240 Euro). 2012 erzielte das Unternehmen einen Umsatz von 173,591 Millionen Litas (50,275 Millionen Euro). September 2012 eröffnete man das 29. Handelszentrum in Raseiniai (1800 Quadratmeter groß mit einem Parkplatz für 60 Auto). 2012 eröffnete man das Handelszentrum in Šilutė für Einwohner der Rajongemeinde Šilutė. 2013 erzielte man den Umsatz von 215 Mio. Litas. Eine Börsennotierung beim NASDAQ OMX Vilnius wird diskutiert. In den folgenden Jahren wurden mehrere Filialen geschlossen oder versetzt. 2018 erzielte man den Umsatz von 81,83 Mio. Euro  2019 eröffnete man das bisher letzte Handelszentrum in Mažeikiai.

## Struktur
2019 gehörten 24 Baumärkte („Handelszentren“) der Baumarktkette „Moki-veži“ zum Unternehmen. Sie liegen in Vilnius (3), Kaunas (3), Alytus, Biržai, Druskininkai, Kėdainiai, Klaipėda, Marijampolė, Mažeikiai, Panevėžys, Raseiniai, Rokiškis, Šiauliai, Šilutė, Tauragė, Telšiai, Utena, Ukmergė, Visaginas, Zarasai.
Ein „Moki-veži“-Handelszentrum beschäftigt etwa 20 Mitarbeiter und ist 2000 Quadratmeter groß (davon 1200 m² Handelshalle und 800 m² Lager).
Das Sortiment umfasst etwa 30.000 verschiedene Waren in den Bereichen Dekoration, Bau, Heizung und Garten-Feldfacharbeiten. In den Baumärkten werden verschiedene zusätzliche Dienstleistungen angeboten: Dekorputz-Mischen, Farbmittel-Mischen; Transport (Beförderung), Beratung über die Verwendung von Materialien, Berechnung des Materialbedarfs, Schneid-Dienstleistungen, Warenbestellung aus Katalogen, Versand, Reparatur auf Garantie, Lagerung von Waren, Lade-Operationen, Aufbewahrung von Waren.

## Aktionäre
65 % der Aktien des Unternehmens „Makveža“ werden von „UAB Catus“ (ehemaliges UAB „Stamija“, gegründet 1997) gehalten, das zu 40 % Aktien Dainius Kreivys, und zu 60 % Grasilė Sinkevičienė gehört.